# Непідкупний (фільм)
«Непідкупний» (перс. لِرد, трансліт. Lerd) — іранський драматичний фільм 2017 року, поставлений режисером Мохаммадом Расулофом. Стрічка брала участь в секції Особливий погляд на 70-му Каннському міжнародному кінофестивалі (2017) та здобула перемогу .

## Сюжет
35-річний Реза, який вже давно приїхав у провінцію з Тегерана, займається розведенням золотих рибок. Його розміреному сімейному життю заважає така собі «Компанія», представлена в регіоні місцевим мером-хабарником. Організації потрібна земля, де стоїть будинок Рези. Чоловік наполегливо чинить опір і не погоджується на хитромудрі схеми, завдяки яким міг би розплатитися з боргами, але втратив би житло. Від протистояння страждають дружина, що працює старшим викладачем у школі для дівчаток, і син протагоніста. Поступово конфлікт загострюється.

## У ролях
| • Насім Абаді    | … |       |
| • Зіла Шахі      | … |       |
| • Маджид Поткі   | … |       |
| • Міссаг Зарех   | … |       |
| • Реза Ахлагірад | … | Реза  |
| • Саудабе Бейзаі | … | Хадіс |

## Знімальна група
- Автор сценарію — Мохаммад Расулоф
- Режисер-постановник — Мохаммад Расулоф
- Оператор — Ашкан Ашкані
- Композитор — Пейман Язданіан

## Нагороди та номінації
| Список нагород та номінацій         | Список нагород та номінацій | Список нагород та номінацій | Список нагород та номінацій | Список нагород та номінацій | Список нагород та номінацій |
| Кінопремія                          | Дата церемонії              | Категорія                   | Номінант(и)                 | Результат                   | Дж                          |
| ----------------------------------- | --------------------------- | --------------------------- | --------------------------- | --------------------------- | --------------------------- |
| Каннський міжнародний кінофестиваль | 27.05.2017                  | Приз «Особливий погляд»     | Непідкупний                 | Перемога                    | [ 3 ]                       |